# Balai Kencana
Balai Kencana is een bestuurslaag in het regentschap Lampung Barat van de provincie Lampung, Indonesië. Balai Kencana telt 2035 inwoners (volkstelling 2010).